# 对比性质
在熱力學中，流體的對比性質（英語：reduced properties）也稱為簡化性質，是指一組正規化的熱力學性質，正規化的基準是以臨界點的熱力學性質為準。對比性質是無因次的物理量，再配合物質的压缩因子就是對應狀態原理最簡形式的基礎。
對比性質也用來定義彭-罗宾逊狀態方程（Peng–Robinson equation of state），是在設計用在臨界點附近，有一定準確度的模型。對比性質也用在临界指数上，临界指数可以說明在連續相變時的物理性質變化。

## 對比壓力
對比壓力（或簡化壓力）定義為實際壓力除以臨界壓力後的數值{\displaystyle }:：
{\displaystyle p_{r}={p \over p_{c}}}

## 對比溫度
對比溫度（或簡化溫度）定義為實際溫度除以臨界溫度後的數值：
{\displaystyle T_{r}={T \over T_{c}}}
其中實際溫度及臨界溫度都需以絕對溫標來表示，可以用蘭金溫標或熱力學溫標。對比壓力及對比溫度常用在状态方程#彭-罗宾逊物态方程（Peng–Robinson 方程）中。

## 對比比容
對比比容（或簡化比容，也稱為擬簡化比容）是由實際比容、臨界溫度及臨界壓力配合理想氣體定律計算而成：
{\displaystyle v_{r}={\frac {v}{RT_{c}/p_{c}}}\,}
若比容已知，溫度或壓力中只有一個已知，可以用對比比容計算出另一個未知的狀態。